# 拉塞勒叙勒比耶
拉塞勒叙勒比耶（法語：La Selle-sur-le-Bied，法語發音：[la sɛl syʁ lə bje]）是法国卢瓦雷省的一个市镇，位于该省东北部，属于蒙塔日区。2019年，市镇圣卢德戈努瓦并入拉塞勒叙勒比耶。

## 地名
法语词“sur”意为“在……上方”，在地名中常接河名，此时地名按“XXX河畔XXX”译，但此处的“Bied”并非河名，而是意为“河段”的“bief”一词的讹变，这里的河段指的是克莱里河。

## 地理
拉塞勒叙勒比耶（48°3'53"N, 2°53'42"E）面积23.96 平方千米，位于法国中央-卢瓦尔河谷大区卢瓦雷省，该省份为法国中北部省份，北起埃松省，西北接厄尔-卢瓦省，西南接卢瓦-谢尔省，南至涅夫勒省和谢尔省，东临约讷省，东北接塞纳-马恩省。
与拉塞勒叙勒比耶接壤的市镇（或旧市镇、城区）包括：加蒂奈地区佩尔、格里塞勒、卢祖埃、梅兰维尔、库尔特莫。
拉塞勒叙勒比耶的时区为UTC+01:00、UTC+02:00（夏令时）。

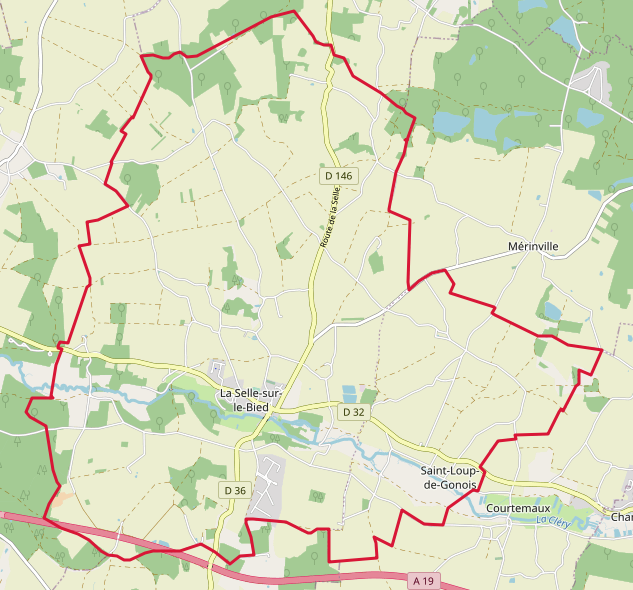
拉塞勒叙勒比耶的OSM定位图

## 行政
拉塞勒叙勒比耶的邮政编码为45210，INSEE市镇编码为45307。

## 政治
拉塞勒叙勒比耶所属的省级选区为库特奈县。

## 人口

1962-2008年间拉塞勒叙勒比耶人口变化图示

拉塞勒叙勒比耶于2022年1月1日时的人口数量为1131人。